# Сила Шестой
Сила Шестой (англ. The Power of Six) — научно-фантастический роман Джеймса Фрея и Джоби Хьюза, пишущих под псевдонимом Питакус Лор, опубликованный издательством HarperCollins Publishers в 2011 году. Вторая книга Лориенской саги, продолжение романа «Я — Четвёртый».

## Сюжет
После гибели планеты Лориен десять детей, которым суждено стать стражами Лориенской гвардии и восстановить родную планету, вместе с наставниками (чепанами) укрываются от своих врагов, могадорцев, на Земле. Они защищены сильным заклятием, которое позволяет могадорцам убивать их только по порядку их номеров. В первом романе саги Четвёртый (Джон Смит) узнаёт о своём предназначении и о том, что первые трое уже убиты. Он открывает в себе сверхъестественные способности (Наследия) и решает найти остальных лориенцев, чтобы объединиться и вместе победить зло. Однако это оказывается не так просто: за ним по пятам следуют могадорцы, он в федеральном розыске, а единственный близкий человек неожиданно предает его. Во время финальной схватки первого романа погибает наставник Джона Генри, но на помощь Джону приходит Шестая. Могадорцы терпят поражение, а Генри, умирая, говорит, что самое важное спрятано в его Ларце.
Повествование второй книги ведётся от лица двух персонажей: Четвёртого и Седьмой. Четвёртый скрывается от могадорцев с другом Сэмом, Шестой и лориенской химерой (существом, способным принимать обличье любого животного) по кличке Берни Косар (или Хэдли). Седьмая (Марина) прячется в женском монастыре в Испании. В то время как Джон, Шестая и Сэм ищут оставшихся стражей Лориенской гвардии, Седьмая узнаёт о Джоне из новостей и, в свою очередь, стремится разыскать его.

### История Четвёртого
Рассказ Джона пропускает лишь несколько дней с момента окончания событий первой книги. Он путешествует по Америке вместе с Сэмом Гудом и Шестой, у которой они учатся скрываться от полиции. Джон открывает Ларец и читает письмо, оставленное для него Генри. Он узнаёт, что они, Десять, были выбраны, чтобы стать Старейшинами следующего поколения планеты Лориен, а отец Сэма, Малькольм Гуд, должен был встретить их на Земле. Сэм убеждает друзей, что его отец оставил для них подсказки где-то недалеко от их дома в Огайо. Вернувшись в Огайо, они попадают в засаду могадорцев. Друзьям удаётся сбежать, но Джон отказывается уезжать, не повидав свою девушку Сару. Уговоры Сэма не срабатывают, Четвёртый встречается с Сарой, но та, напуганная слухами, звонит в полицию — Джон и Сэм арестованы. Шестая помогает им сбежать и заявляет, что узнала, где прячется следующий лориенец. Она уезжает, оставив Сэму адрес в Испании, где они должны встретиться через две недели. Тем временем Джон в поисках похищенного у него Ларца пробирается в укрытие могадорцев, где обнаруживает Девятого. Пытаясь освободить Девятого, Джон теряет из виду Сэма, который попадает в ловушку. Сбежав, Четвёртый и Девятый понимают, что записка с адресом места встречи с Шестой осталась у Сэма.

### История Седьмой
Марина живет в приюте при монастыре. У неё есть опекун Аделина и несколько школьных друзей. Марине не нравится школа. После провальной попытки приспособиться к жизни на Земле Марина и Аделина обосновались в женском монастыре в Испании и жили в нём на протяжении 11 лет. Аделина оставила надежду на возрождение Лориена и попыталась приспособиться к монашеской жизни. Раздражённая отношением Аделины, Марина начала поиски легендарного Четвёртого, чтобы объединиться с остальной гвардией, но без особого успеха. В начале книги ей не хватает пяти месяцев до восемнадцатилетия, когда она сможет покинуть приют.
Когда в приюте появляется семилетняя Элла, они с Мариной сразу же становятся друзьями. Элла сбегает из монастыря с Мариной после того, как их находят могадорцы, Аделина же в критической ситуации признает, что заблуждалась, и жертвует собой, чтобы спасти Марину. Сбежав, Марина и Элла встречают человека по имени Крейтон, который объясняет, что Элла — Десятая, она обладает такой же силой, что и остальные, и способна изменять возраст. В конце книги они встречаются с Шестой и убивают своих преследователей.

## Персонажи
- Четвёртый/Джон Смит — рассказчик первой части истории, номер четыре Лориенской гвардии.
- Шестая/Майрин Элизабет — номер шесть лориенской гвардии, друг и напарник Джона.
- Сэм — лучший друг Четвёртого.
- Седьмая/Maрина — рассказчик второй части истории, в конце книги встречает Шестую.
- Аделина — чепан Седьмой. Погибла в сражении с могадорцами, пытаясь спасти Maрину.
- Десятая/Эллa — лучший друг Марины.
- Крейтон — неофициальный чепан Десятой (десятая была слишком маленькой, чтобы путешествовать с наставником).
- Ге́ктор — человек, друг Марины.
- Девятый — номер девять лориенской гвардии, пленник могадорцев.
- Сара — девушка Четвёртого.

## Критика
Книга получила смешанные отзывы. School Library Journal писал, что, хотя в книге «недостаточно проработаны персонажи, есть скучные диалоги и неровная последовательность... непрерывное действие и полные насилия боевые сцены порадуют поклонников первого романа». Kirkus Reviews дал схожий обзор, раскритиковав проработку персонажей.

## Киноадаптация
Вслед за успехами первого фильма последовали предложения о создании продолжения, однако 16 мая 2011 Марти Ноксон, сценарист первой части картины, заявил, что проект откладывается на неопределённое время.

## Интересные факты
«Сила Шестой» стала первой книгой, обработанной Нью-Йоркским техническим издательством Booktrack, занимающимся созданием «синхронизированной музыки, звуковых и шумовых эффектов» к текстам электронных книг.